# 燃燒鬥魂
是一部2010年美國传记片，由大卫·O·拉塞尔执导，馬克·華伯格和克里斯汀·貝爾主演。

## 劇情
描述狄奇與米奇這對同樣在職業拳壇奮鬥的同母異父兄弟，卻因為天份與個性的大相逕庭，而走向完全不同的奮戰道路。擁有優越拳擊天份的狄奇（克里斯汀·貝爾 飾）生涯一片看好，百戰百勝的他因為個性缺陷而逐步自毀前程，染上毒癮的他終究鋃鐺入獄，驟然將如日中天的事業劃下句點。然而拳壇生涯始終不順遂的米奇（馬克·華伯格 飾）雖然自律甚嚴且奮戰不懈，但糟透的戰績還是讓他決定提早退出拳壇…。然而當獲釋出獄的狄奇決定接手米奇的教練一職後，兄弟聯手的威力才真正開始在拳壇綻放，為了扭轉曾經被擊潰的人生，這對頑強的悍將搭檔燃燒彼此的鬥魂，一路過關斬將。

## 演員
- 馬克·華伯格 飾演 “愛爾蘭”米奇·華德（'Irish' Micky Ward）
- 克里斯汀·貝爾 飾演 狄克“狄奇”·艾克倫德（Dick "Dicky" Eklund）
- 艾美·亞當斯 飾演 夏琳·佛萊明（Charlene Fleming）
- 梅莉莎·李歐 飾演 愛麗絲·華德（Alice Ward）
- 傑克·麥特金 飾演 喬治·華德（George Ward）
- 法蘭克·藍左爾利 飾演 薩爾·羅南（Sal LoNan）

## 獎項
- 第68屆金球獎
  - 最佳男配角：克里斯汀·貝爾
  - 最佳女配角：梅莉莎·李歐
  - 最佳剧情片提名
  - 最佳导演提名
  - 最佳剧情类男主角提名：Mark Wahlberg
  - 最佳女配角提名：Amy Adams

- 第83屆奧斯卡
  - 最佳男配角：克里斯汀·貝爾
  - 最佳女配角：梅莉莎·李歐
  - 最佳影片提名
  - 最佳导演提名
  - 最佳女配角提名：Amy Adams
  - 最佳原创剧本提名：Scott Silver、 Paul Tamasy, Eric Johnson & Keith Dorrington
  - 最佳剪辑提名：Pamela Martin